# PRIMAL×HEARTS
《PRIMAL×HEARTS》是日本MARMALADE在2014年8月29日發售的戀愛冒險類型成人遊戲，2021年7月30日發售中英文版。2015年10月30日發售續作《PRIMAL×HEARTS2》，初回限定版的特典是本作Fan disc《倉賀野聖良Love Love After》（倉賀野聖良らぶらぶアフター）。

## 故事
間之島學園有月華會和天道會這兩個學生會舉行投票，在全校學生776票和雙方學生會彼此激烈競爭票數的情況下，投票結果一直維持平分票數。就在雙方學生會陷入僵持對立時，轉學生帶刀和馬成為雙方學生會之間的爭取對象。

## 角色

### 主要角色
帯刀和馬
本作男主角。2年級學生。
倉賀野聖良（声：遥空）
身高：160cm，三圍：B87（E）/W57/H88，生日：11月22日，血型：A型
2-F的學生，月華會的會長。
天神平陽姫
身高：146cm，三圍：B68（AA）/W52/H70，生日：4月26日，血型：B型
1-A的學生，天道會的會長。
駒形柚月（声：藤森ゆき奈）
身高：165cm，三圍：B84（C）/W55/H81，生日：1月5日，血型：O型
和馬的同學，月華會的會計。
神流歌奈（声：御苑生メイ）
身高：163cm，三圍：B90（F）/W58/H89，生日：9月14日，血型：A型
3-A的學生，天道會的副會長。

### 其他角色
本動堂萌衣（声：松田理沙）
和馬的班級老師，月華會的顧問。
幸塚美智
和馬的同學，天道會的會計。
五明孝明（声：一文字系）
2-C的學生，月華會的副會長。
御座入紀洋
和馬的同學，天道會的書記。擁有御宅族的興趣。

## 工作人員
- 角色設計/原畫：、芦俊、
- SD原畫：
- 劇本：吉川芳佳
- 音樂：solfa
- CG：
- OP影片：神月社
- 製作人：明里
- 宣傳/監製：

## 主題歌
OP「primal」
作詞：　作曲/編曲：橋咲透　歌：Ceui
倉賀野聖良ED「primal story」
作詞：　作曲/編曲：橋咲透　歌：茶太
駒形柚月ED「trusty」
作詞：　作曲/編曲：iyuna　歌：霜月遙
天神平陽姬ED「Dear」
作詞；　作曲/編曲：　歌：片霧烈火
神流歌奈ED「コーティングチョコ」
作詞：　作曲/編曲：　歌：

## CD
2014年8月29日由luminouscore發售，收錄各女主角的ED角色歌曲和遊戲的BGM。

## 評價
《PRIMAL×HEARTS》獲得萌系遊戲大賞2014的エロス系作品賞PINK金賞和8月的月間賞，在2014年間排名中獲得第11名。另外在Getchu.com的美少女遊戲大賞2014中獲得綜合部門第18名、繪圖部門第2名、角色部門倉賀野聖良第20名、色情部門第5名。

## 外部連結
- 官方網站（页面存档备份，存于）（日語）